# Anoda hastata
Anoda hastata är en malvaväxtart som beskrevs av Antonio José Cavanilles. Anoda hastata ingår i släktet glansmalvor, och familjen malvaväxter. Inga underarter finns listade i Catalogue of Life.